# Suvrikri
Suvrikri of Suvrikri Den Haag, een acroniem voor Surinaamse Vrienden Kring, was een Nederlandse basketbalclub uit Den Haag dat een aantal jaren uitkwam op het hoogste niveau in Nederland.

## Geschiedenis
De club werd op 15 april 1961 opgericht en binnen 5 jaar bereikten de sterk met het basketbal geëngageerde Surinamers de hoogste top: de eredivisie. De meeste spelers waren voor studie naar Nederland gekomen. 
Suvrikri promoveerde in 1966 naar de eredivisie, na een ongeslagen seizoen. Over de kampioenswedstrijd schreef een Nederlands sportblad destijds: ‘Voor een volle tribune, waarop o.a. bondsvoorzitter Piet Storm had plaatsgenomen, speelde Suvrikri zich in de Haagse Academie via een overtuigende overwinning van
60-49 op het Leidse Bona Stars naar de hoogste klasse van het Nederlandse basketbal: de Eredivisie. Na de degradatie van Argus verleden jaar in Den Haag dus weer
topsport door toedoen van de sympathieke Surinamers, die terecht met trots kunnen wijzen op het feit, dat diezelfde middag het 2e en het 3e team eveneens kampioen
waren geworden van respectievelijk de 2e en 3e klasse District Den Haag. Een overweldigend succes!’ Suvrikri kwam 6 jaar uit op het hoogste niveau. De 6e plaats in het seizoen 1970/1971 vormde het hoogtepunt (in een competitie met 12 teams).
De club degradeerde in 1972, waarna de hoogtijdagen voorbij waren.